# Solifugae
Solifugae là một bộ động vật trong lớp Hình nhện được biết đến với nhiều tên khác nhau như nhện lạc đà, bọ cạp gió, nhện mặt trời hoặc solifuge. Bộ này bao gồm hơn 1.000 loài được mô tả trong khoảng 153 chi. Bất chấp những cái tên thông dụng, chúng không phải là bọ cạp thực sự (thuộc bộ Scorpiones) và cũng không phải là nhện thực sự (thuộc bộ Araneae). Hầu hết các loài thuộc bộ Solifugae sống ở vùng khí hậu khô hạn và săn mồi cơ hội các loài chân khớp sống trên mặt đất và các động vật nhỏ khác. Loài lớn nhất có chiều dài từ 12–15 cm, bao gồm cả chân. Một số truyền thuyết đô thị phóng đại kích thước và tốc độ của Solifugae, và mối nguy hiểm tiềm tàng của chúng đối với con người là không đáng kể.

## Phân loại
Solifugae là một bộ riêng, mặc dù đôi khi bị nhầm lẫn với nhện (thuộc một bộ hoàn toàn khác biệt, bộ Araneae). Bộ này bao gồm hơn 1000 loài được mô tả trong 153 chi được gán cho 12 họ sau::213
- - †Cushingia
- Ammotrechidae
- Ceromidae
- Daesiidae
- Eremobatidae
- Galeodidae
- Gylippidae
- Hexisopodidae
- Karschiidae
- Melanoblossidae
- Mummuciidae[3]
- Rhagodidae
- Solpugidae

Họ Protosolpugidae chỉ được biết đến từ một loài hóa thạch từ Pennsylvania.

## Sinh thái học

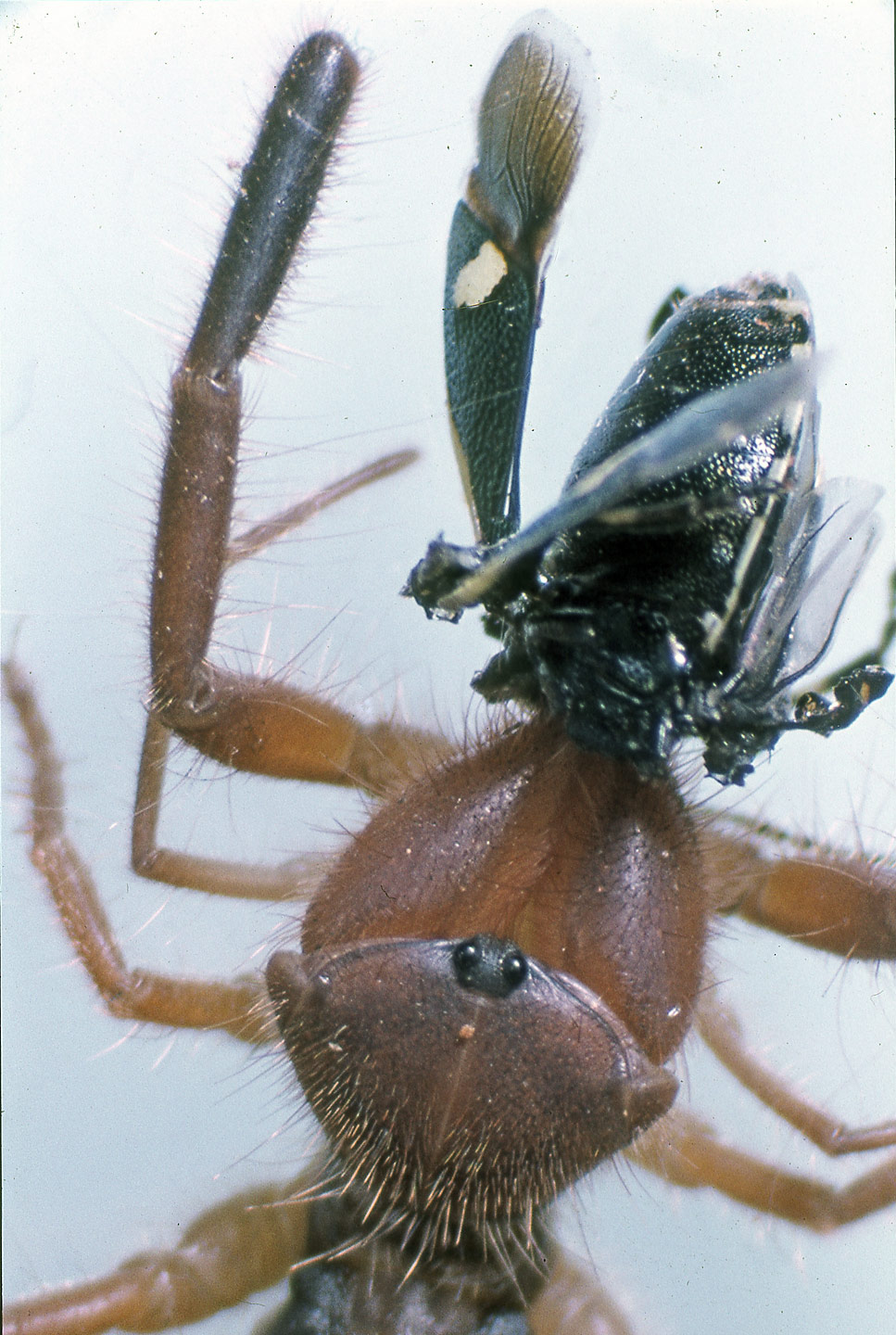
Gluvia dorsalis đang ăn một con bọ bắp cải (Eurydema oleracea)

Mặc dù bộ Solifugae được coi là các loài chỉ thị đặc hữu của quần xã sinh vật sa mạc,:1 chúng xuất hiện rộng rãi ở các bán sa mạc và rừng cây. Một số loài cũng sống ở đồng cỏ hoặc sinh cảnh rừng. Solifugae thường sinh sống ở các môi trường sống ấm áp và khô cằn, bao gồm hầu như tất cả các sa mạc ấm áp và vùng cây bụi ở tất cả các lục địa ngoại trừ Nam Cực và Úc.
Solifugae là loài ăn thịt hoặc ăn tạp, với hầu hết các loài ăn mối, bọ cánh cứng và các động vật chân khớp nhỏ sống trên mặt đất khác. Solifuge là những kẻ săn mồi hung hãn và phàm ăn cơ hội và đã được ghi nhận là đã ăn rắn, thằn lằn nhỏ, chim và động vật gặm nhấm. Con mồi được định vị bằng cặp chi phía trước, bị giết chết và cắt thành nhiều mảnh bởi các móng vuốt giống như gọng kìm. Con mồi sau đó bị hóa lỏng và chất lỏng ăn vào đi qua yết hầu. Mặc dù chúng thường không tấn công con người, móng vuốt gọng kìm của chúng có thể đâm thủng da người và những vết cắn đau đớn đã được báo cáo.
Nhiều loài động vật săn mồi khác, chẳng hạn như dơi mặt rạch lớn, bọ cạp, cóc và động vật ăn côn trùng, có thể săn Solifugae.

## Vòng đời
Solifugae thường là loài sinh sản mỗi năm một lần.:8 Sinh sản có thể liên quan đến việc chuyển giao tinh trùng trực tiếp hoặc gián tiếp; khi gián tiếp, con đực phóng ra một bờ sinh tinh trên mặt đất và sau đó đưa nó bằng móng vuốt gọng kìm của mình vào lỗ sinh dục của con cái. Để làm điều này, nó ném con cái nằm ấp ngửa lại.
Con cái sau đó đào một cái hang, trong đó nó đẻ từ 50 đến 200 quả trứng - một số loài sau đó canh giữ chúng cho đến khi chúng nở. Bởi vì con cái không ăn uống trong thời gian này, nó sẽ cố gắng vỗ béo mình trước và một loài có kích thước 5 cm đã được quan sát là đã ăn hơn 100 con ruồi trong thời gian đó trong phòng thí nghiệm. Solifugae trải qua một số giai đoạn bao gồm trứng, hậu phôi thai, giai đoạn nhộng thứ 9–10, và trưởng thành.

## Từ nguyên
Tên Solifugae bắt nguồn từ tiếng Latinh, và có nghĩa là "những kẻ chạy trốn khỏi mặt trời". Bộ còn được gọi với các tên là Solpugida, Solpugides, Solpugae, Galeodea, và Mycetophorae. Tên thường gọi của chúng bao gồm nhện lạc đà, bọ cạp gió, bọ cạp mang, jerrymunglum, bọ cạp mặt trời và nhện mặt trời. Ở miền nam châu Phi, chúng được biết đến với nhiều cái tên, bao gồm la mã đỏ, haarskeerder ("con cắt tóc") và baardskeerder ("con cắt râu"), hai tên gọi sau liên quan đến niềm tin rằng chúng sử dụng bộ hàm ghê gớm của mình để cắt tóc người và lông động vật để lót tổ dưới lòng đất của chúng.